# Gruppo (automobilismo)
Il termine gruppo è utilizzato nei regolamenti sportivi automobilistici per indicare una ripartizione dei veicoli ammessi alle competizioni.
La necessità di suddividere le vetture in gruppi o categorie o classi nasce dalla volontà di permettere la partecipazione alle competizioni dei più diversi tipi di auto, dalle vetture di grande serie, ai prototipi, alle monoposto, mantenendo vivo l'agonismo tra i partecipanti che così possono confrontarsi all'interno di un raggruppamento in cui le vetture abbiano caratteristiche simili e senza differenze di prestazione eccessive.

## Storia
Alle origini dell'automobilismo tra fine '800 e inizio '900 le prime forme di regolamentazione, che introdussero una prima suddivisione dei veicoli, furono elaborate di volta in volta dagli organizzatori dei singoli eventi e riguardarono il tipo di motore (motore endotermico, a vapore o elettrico) o il genere di veicolo (a 2, 3 o 4 ruote); in seguito con l'affermarsi del motore endotermico e il differenziarsi delle competizioni tra quelle destinate alle auto e quelle delle motociclette, si passò a una classificazione basata sul peso delle vetture (fino a 500 kg vetturette, fino 1000 kg vetture leggere, oltre 1000 kg grosse vetture).
I primi tentativi di realizzare un regolamento internazionale furono fatti dall'AIACR (Associazione Internazionale degli Automobil Club Riconosciuti) a partire dal 1904, ma queste norme, via via elaborate, rimasero semplicemente un riferimento per gli organizzatori di eventi, che le adattavano alle esigenze locali. Nel 1922 l'AIACR istituì la CSI (Commissione Sportiva Internazionale) che elaborò il primo Codice Sportivo Internazionale e furono previste sanzioni per i trasgressori delle norme. La parte che subì nel tempo il maggior numero di modifiche fu quella relativa alle vetture sia per gli aspetti tecnici che per la loro suddivisione in categorie, nel 1939 ci fu una prima completa revisione del codice che fu integrato con nove annessi, la classificazione dei veicoli era normata nel terzo di questi: l'annesso C, che prevedeva una ripartizione in sole 2 categorie: categoria Corsa e categoria Sport, con l'unica differenza data dal numero di posti, dove nella prima categoria erano incluse le monoposto e nella seconda le tutte le altre vetture con 2 posti o più, sia che fossero modelli prodotti in serie che prototipi destinati alle competizioni. Entrambe le categorie erano suddivise in classi di cilindrata da 350 a 8000 cm³.
Verso la fine degli anni quaranta, con l'aumento dei modelli messi in commercio dalle case costruttrici e l'intensificarsi della partecipazione agonistica di piloti privati con vetture di serie, si rese necessaria l'aggiunta di un annesso, al Codice Sportivo, che riguardasse questo tipo di vetture: l'annesso J, in cui venne abbozzata l'introduzione delle categorie Turismo e Gran Turismo, comparve anche il termine gruppo per ripartire ulteriormente le vetture, ma senza che ci fosse un quadro normativo chiaro e valido per ogni evento motoristico, tanto che i termini categoria o gruppo avveniva che fossero usati, di volta in volta, uno al posto dell'altro.
Solo nel 1957 la CSI, aggiornando l'annesso J del Codice Sportivo Internazionale, arrivò a dare una ripartizione adatta ai tempi, integrando tutto quanto fino ad allora era stato contenuto nell'annesso C e suddividendo una grande varietà di veicoli, che andavano dalle utilitarie alle monoposto di formula, in 4 categorie: Turismo, Gran Turismo, Sport e Corsa, le categorie, a loro volta, furono suddivise in gruppi. In seguito l'annesso J venne aggiornato una prima volta nel 1965 mantenendo la divisione in categorie e all'interno di queste l'ulteriore suddivisione in gruppi.
Con la suddivisione per gruppi l'autorità sportiva internazionale regolamentava tutti i tipi di vetture ammesse alle competizioni, nazionali o internazionali, che si svolgevano nei vari paesi e si assumeva l'onere di omologare, nei rispettivi gruppi, le vetture derivate dalla produzione di serie, agli organizzatori delle varie manifestazioni restava solo da scegliere il tipo di vettura da ammettere, avendo disponibile un regolamento tecnico internazionalmente riconosciuto. Tuttavia le autorità sportive non erano rigide nell'applicazione dei regolamenti di omologazione tanto che la Ferrari 250 GTO, di cui furono prodotti solo 39 esemplari, fu omologata tra le Gran Turismo dove, di esemplari ne erano richiesti almeno 100, la regola fu elusa assegnando numeri di telaio non in sequenza. Le vetture derivate dalla serie erano ammesse nei più disparati campionati: dai Rally di ogni livello, locale o internazionale, alle cronoscalate, fino a campionati su circuito appositamente riservati alle vetture Turismo o Gran Turismo. Le sport e sport-prototipo erano tipicamente impiegate in gare di durata, mentre le monoposto, che nel proprio gruppo erano ulteriormente suddivise in Formula 1, Formula 2 e Formula 3, erano impiegate nei propri campionati organizzati direttamente dalla Federazione Internazionale dell'Automobile, ma potevano essere ammesse anche in altre competizioni, tipicamente le Formula 3 e più raramente le Formula 2 erano impiegate in campionati nazionali a loro riservati, ma le monoposto potevano partecipare anche alle cronoscalate, competizioni onnicomprensive che ammettevano anche le sport. Inoltre il regolamento comprendeva anche biposto e monoposto di campionati che avevano propri regolamenti tecnici, come i campionati americani Can-Am e Indycar, disponendo di un gruppo per le biposto, il gruppo 7 e uno per le monoposto, la formula libera, in cui venivano classificate le vetture che non rientravano negli altri gruppi.
I gruppi relativi alle vetture derivate dalla serie subivano poi un'ulteriore suddivisione in 13 classi di cilindrata (da 500 a 5000 cm³), che influivano sui pesi minimi e, tra l'altro, sulle dimensioni dei serbatoi del carburante; per motori Wankel o a turbina erano previste opportune formule per il calcolo della cilindrata equivalente, mentre per i sovralimentati era prevista la correzione della cilindrata moltiplicandola per un coefficiente pari a 1,4.

## Suddivisioni in vigore negli anni '70
L'annesso J del 1971 previde questa suddivisione:
Categoria A: Vetture omologate di produzione (tra parentesi il numero minimo di esemplari da produrre, in 12 mesi consecutivi, per ottenere l'omologazione).
- Gruppo 1: Vetture Turismo di Serie (5000).
- Gruppo 2: Vetture Turismo (1000).
- Gruppo 3: Vetture Gran Turismo di Serie (1000).
- Gruppo 4: Vetture Gran Turismo (500).
- Gruppo 5: Vetture Sport (25).

Categoria B: Vetture Speciali.
- Gruppo 6: Vetture Sport-Prototipi.

Categoria C: Vetture da Corsa.
- Gruppo 7: Vetture Corsa biposto.
- Gruppo 8: Vetture Corsa di Formula Internazionale.
- Gruppo 9: Vetture Corsa di Formula libera.

L'art. 282 - Prescrizioni dell'Allegato impone che partire dal 1º gennaio 1972 i Gruppi 5 e 6 siano fusi in un unico Gruppo denominato Vetture Sport, Gruppo 5 (senza minimo di produzione).
Nel 1976 si ebbe invece questa nuova suddivisione.
Categoria A: Vetture omologate di produzione (tra parentesi il numero minimo di esemplari da produrre in 12 mesi consecutivi, eccetto per il Gruppo 4, dove il periodo di produzione era di 24 mesi consecutivi).
- Gruppo 1: Vetture Turismo di Serie (5000).
- Gruppo 2: Vetture Turismo (1000).
- Gruppo 3: Vetture Gran Turismo di Serie (1000).
- Gruppo 4: Vetture Gran Turismo (400).
- Gruppo 5: Vetture di Produzione Speciale derivate dai Gruppi da 1 a 4

Categoria B: Vetture da Corsa.
- Gruppo 6: Vetture Corsa biposto.
- Gruppo 7: Vetture Corsa di Formula Internazionale.
- Gruppo 8: Vetture Corsa di Formula libera.

Questo regolamento vede l'introduzione di vetture completamente diverse per il Gruppo 5, le cosiddette Silhouette, al posto degli sport-prototipi, che confluiscono nel ricostituito Gruppo 6. Sparisce invece il vecchio Gruppo 7, quello utilizzato nel Campionato Can-Am, che godeva della massima libertà regolamentare e costituiva, per le biposto, quello che la formula libera era per le monoposto.
Per la Formula libera era richiesto il rispetto di alcuni comma dell'art. 296 e dell'intero art. 297, che riguardavano alcune minime misure di sicurezza tra cui il sedile di guida e le cinture di sicurezza, la sicurezza dell'impianto frenante, il bocchettone del serbatoio e gli estintori.

## Le regolamentazioni attuali
Nel 1978 fu annunciato che i gruppi sarebbero stati riformati da lì a 5 anni, per lasciare tempo ai produttori di approntare le nuove vetture, in particolare per i gruppi con l'obbligo di produrre un certo numero di esemplari per ottenere l'omologazione, che necessitavano anche di essere commercializzati. Inizialmente si pensò di creare un Gruppo A per le vetture Turismo prodotte in 5000 esemplari e un Gruppo B per le vetture Sport prodotte in 200 esemplari, ma durante la redazione del nuovo regolamento, verificando che necessitava un gruppo per auto di serie con minime elaborazioni consentite, per sostituire il Gruppo 1, si pensò a un gruppo A- con lo stesso numero minimo di 5000 esemplari prodotti del Gruppo A, che fu definito Gruppo N, questo permise di omologare una vettura in entrambi i gruppi, differendo solo per quanto riguarda le elaborazioni applicabili.

Nel 1982 la FISA, che aveva sostituito la CSI, mise in vigore il nuovo regolamento costituendo i seguenti gruppi:
- Gruppo N Vetture Produzione, in sostituzione del Gruppo 1, vetture a 4 posti con produzione minima di 5000 esemplari in 12 mesi consecutivi
- Gruppo A Vetture Turismo, in sostituzione del Gruppo 2, vetture a 4 posti con produzione minima di 5000 esemplari in 12 mesi consecutivi
- Gruppo B Vetture Sport, in sostituzione del Gruppo 4, vetture a 2 posti con produzione minima di 200 esemplari in 12 mesi consecutivi
- Gruppo C Sport-prototipi, in sostituzione dei Gruppi 5-6
- Gruppo D Formula Internazionale, in sostituzione del gruppo 7
- Gruppo E Formula Libera, in sostituzione del Gruppo 8

Per le gare dei camion, in seguito, è stato introdotto il Gruppo F, che comprende i trattori stradali a 2 assi, la cui forma deve corrispondere a quella di un trattore per il trasporto merci con un peso a pieno carico di almeno 18 tonnellate, prodotto in almeno 50 esemplari in 12 mesi consecutivi.
Nel 1986 si ipotizzò di introdurre un nuovo tipo di vetture meno potenti delle gruppo B, regolamentate nel Gruppo S, per sostituire lo stesso Gruppo B nei rally, ma gli incidenti mortali che si verificarono quell'anno portarono la FISA a bandire il Gruppo B dai rally lasciando spazio ai più sicuri Gruppi A e N a partire dal 1987, contemporaneamente il coefficiente di correzione della cilindrata per i motori sovralimentati fu portato a 1,7. Questo fu la fine di fatto del Gruppo B dato che non c'erano altri campionati riservati specificatamente a queste vetture e gli elevati costi necessari per approntarle non giustificavano la partecipazione a competizioni minori o come comprimarie in gare per vetture sport; tuttavia alcune vecchie gruppo B, omologate dalle case costruttrici prima del 1987, hanno continuato a correre, utilizzate da piloti privati, in competizioni quali Rallycross, Slalom e cronoscalate.

Nel 1994, con l'abolizione del Campionato Mondiale Sportprototipi, si ebbe la fine di fatto del Gruppo C e l'inizio di nuove categorie di vetture regolamentate da organizzatori di competizioni celebri come la 24 ore di Le Mans (Le Mans Prototype).
Alla fine degli anni ottanta la regolamentazione internazionale dei gruppi cominciò a mostrare i suoi limiti, tanto che nei vari campionati nazionali, per favorire la partecipazione, si cominciò a diversificare i regolamenti. Nel Campionato Italiano Velocità Turismo (associato al Campionato Italiano Superturismo), pur mantenendo il regolamento Gr.A, fu cambiata la suddivisione per classi: invece di ripartire le vetture secondo la scala internazionale delle cilindrate si preferì suddividerle secondo una scala basata sul rapporto peso-potenza; ma i regolamenti di altri campionati, come il DTM tedesco, intervennero in misura maggiore utilizzando vetture omologate nel Gr.A ma permettendo elaborazioni molto più marcate rispetto a quanto previsto dal regolamento tecnico del gruppo.

Nel caso italiano si tendeva a riportare in pista delle vetture che risultavano poco competitive all'interno delle classi internazionali, ma che con le nuove ripartizioni potevano essere un'opzione interessante per i piloti, mentre l'idea tedesca puntava a coinvolgere direttamente le case costruttrici, senza obbligarle a realizzare un'apposita vettura per le corse che avrebbe richiesto la produzione di 5000 esemplari per l'omologazione nel Gr.A.

Nella stessa logica del DTM la FIA, nel 1997, introdusse una nuova categoria di vetture da rally, le World Rally Car, con maggiori possibilità di intervento rispetto alle Gr.A, mentre per favorire la partecipazione dei piloti privati aprì una categoria inferiore che, per motivi economici, non permetteva l'uso delle due caratteristiche tecniche che si erano affermate tra le vetture di vertice: il turbo e la trazione integrale, infatti questa categoria definita Super 2000, fu riservata a vetture a 2 ruote motrici con motore da 2000 cm³ aspirato.

Nel complesso sia le autorità internazionali che gli organizzatori locali hanno via via abbandonato l'idea di definire tutte le vetture entro rigide ripartizioni e, pur mantenendo in vita i gruppi "storici", tendono ad adeguarsi alle necessità che si palesano di volta in volta, per favorire la massima partecipazione. Questo comporta che i regolamenti e le categorie si adeguino rapidamente a quelle che sono le novità provenienti dalle case costruttrici e alle disponibilità dei piloti partecipanti.

Nel 2008 è stato varato il regolamento per una nuova ripartizione dedicata ai rally denominata Gruppo R.